# Паффетт, Гэри
Гэри Паффетт (родился 24 марта 1981 года в Бромли) — британский автогонщик, и тест-пилот команды Формулы-1 McLaren. Паффетт прогрессировал начиная с картинга и младших формул в Великобритании, став обладателем награды McLaren Autosport BRDC Award в 1999. В данный момент он проживает в Хэйверхилле, Англия. Женат, отец двух сыновей.

## Карьера

### 1993—1999: Ранние годы
В 1993 Паффетт присоединился к британскому чемпионату кадетов и занял по итогам сезона третье место. Годом спустя он перешёл британский чемпионат Junior TKM и завершил сезон вторым. В 1995 он выиграл молодёжный британский чемпионат TKM и заработал второе место в европейском молодёжном чемпионате ICA. Успехи продолжились в 1996 году, когда он выиграл награду англ. McLaren Mercedes Karting Champion of the Future, а также завершил вторым британский молодёжный чемпионат ICA. В следующем году он пересел на болиды с открытыми колёсами и выиграл Формулу-Воксхолл Юниор Зимнюю серию, заодно получив звание лучшего новичка. В 1998 он стал чемпионом Формулы-Воксхолл Юниор B-класса с 13 победами, поулами и быстрыми кругами, доминируя в каждой гонке сезона. Также он установил рекорд трассы, который прежде не могла установить машина B-класса. Он перешёл в основной класс и выиграл чемпионат с 2 рекордами трассы, четырьмя победами, пятью быстрыми кругами, тремя поул-позициями. В конце сезона он был награждён престижной наградой McLaren Autosport BRDC Young Driver of the Year award.

### Формула-3
Перейдя в Формулу-3, он вступил в обучающий класс Британской Формулы-3, где стал чемпионом с 13 победами, поулами и быстрыми кругами. В 2001 он перешёл в чемпионат Немецкой Формулы-3 за команду Кеке Росберга Team Rosberg, завершив сезон шестым. Оставшись в серии на сезон 2002, он доминировал на протяжении всего чемпионата и не упускал лидерство.

### DTM
В 2003 Гэри подписал контракт с командой Brand Motorsport на выступление в Формуле-3000, но команда покинула серию после первого этапа и оставила Паффетта и его напарника Николя Минасяна без места. Mercedes связалась с ним и подписал контракт на выступление в DTM за команду Росберга Mercedes AMG на прошлогодней машине и с её помощью он добился всего-лишь 11-го места. Годом спустя он стал вице-чемпионом на AMG-Mercedes C-класса за команду HWA, заработав четыре победы и одну поул-позицию. На следующий год он стал чемпионом с пятью победами и четырьмя поул-позициями. В 2007 Гэри вернулся в DTM на машине спецификации 2006 года за команду Persson Motorsport, при этом выполняя свои тестовые обязательства перед командой McLaren. На втором этапе в Ошерслебене, Паффетт стал первым в истории серии победителем на прошлогодней машине.

### Формула-1

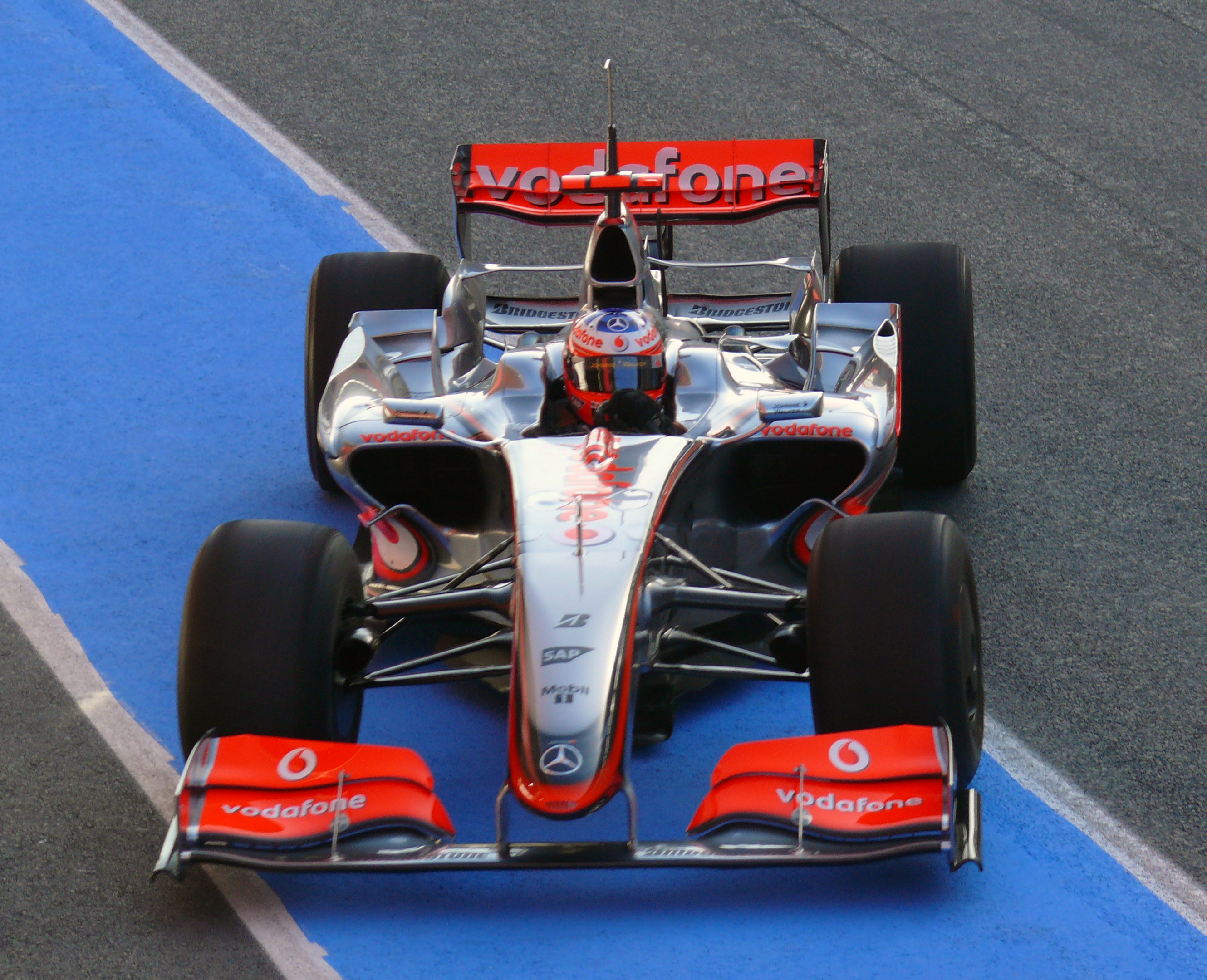
Паффетт проводит тесты за McLaren на автодроме Алгарве в декабре 2008-го

В декабре 2005 года было объявлено что он не вернётся в серию DTM для защиты чемпионского титула, поскольку он стал постоянным тест-пилотом McLaren-Mercedes в сезоне 2006 года вместе с Педро де ла Росой. После ухода Кими Райкконена в Ferrari, ходили слухи что место в команде на сезон 2007 года вместе с двукратным чемпионом мира Фернандо Алонсо, однако из-за появления в команде чемпиона GP2 и давнего протеже McLaren Льюиса Хэмилтона, Паффетту место не досталось.
В дополнение к этому, Паффетт был освобождён от контракта с McLaren в октябре 2006 для поиска более хороших возможностей. Большинство предполагало, что он станет основным тест-пилотом Honda, но в итоге заключил контракт Кристиан Клин. Спустя несколько недель Паффетт перезаключил контракт с McLaren на должность второго тест-пилота вместе с де ла Росой.
Он публично заявлял о поиске вакансии основного пилота команды Формулы-1 на сезон 2008, и наибольшее количество слухов ходило об отменённом проекте Prodrive на следующий сезон.
В 2012 году участвовал во внутрисезонных тестах в Муджелло за McLaren.

## Результаты выступлений

### Результаты выступлений в Формуле-3000
| Легенда к таблице |                                                                    |
| --- | ------------------------------------------------------------------ |
| В таблице перечислены результаты всех гонок, в которых принимал участие гонщик. Строками таблицы являются сезоны, столбцами — этапы соревнований. В каждой клетке указаны сокращённое название этапа и результат, дополнительно обозначенный цветом. Расшифровка обозначений и цветов представлена в нижеследующей таблице. |                                                                    |
| \| Пример \| Описание \| \| ------------ \| ------------------------------------------------------------------ \| \| 1 \| Победитель \| \| 2 \| Второе место \| \| 3 \| Третье место \| \| 5 \| Финишировал, заработав очки \| \| Сход \| Не финишировал, но при этом заработал очки \| \| 12 \| Финишировал, не получив очков \| \| НКЛ \| Финишировал, но не попал в финальную классификацию \| \| 15 \| Участвовал вне зачёта, либо по отдельной классификации \| \| 18 \| Не финишировал, но попал в финальную классификацию \| \| Сход \| Не финишировал \| \| НКВ \| Не прошёл квалификацию \| \| НПКВ \| Не прошёл предквалификацию \| \| ДСК \| Дисквалифицирован \| \| ИСК \| Исключён из протокола соревнований \| \| ТТ \| Заявлен для участия только в тренировках \| \| НС \| Участвовал в квалификации, но не стартовал в гонке \| \| Т \| Травмирован или болен \| \| ОТК \| Отказ от участия \| \| НТР \| Прибыл на соревнования, но на трассу не выезжал \| \| НПР \| Был заявлен в числе участников, но не прибыл к началу соревнований \| \| О \| Соревнования отменены \| \| \| Не участвовал \| \| Поул-позиция \| \| \| Быстрый круг \| \| |                                                                    |
| Пример | Описание                                                           |
| 1 | Победитель                                                         |
| 2 | Второе место                                                       |
| 3 | Третье место                                                       |
| 5 | Финишировал, заработав очки                                        |
| Сход | Не финишировал, но при этом заработал очки                         |
| 12 | Финишировал, не получив очков                                      |
| НКЛ | Финишировал, но не попал в финальную классификацию                 |
| 15 | Участвовал вне зачёта, либо по отдельной классификации             |
| 18 | Не финишировал, но попал в финальную классификацию                 |
| Сход | Не финишировал                                                     |
| НКВ | Не прошёл квалификацию                                             |
| НПКВ | Не прошёл предквалификацию                                         |
| ДСК | Дисквалифицирован                                                  |
| ИСК | Исключён из протокола соревнований                                 |
| ТТ | Заявлен для участия только в тренировках                           |
| НС | Участвовал в квалификации, но не стартовал в гонке                 |
| Т | Травмирован или болен                                              |
| ОТК | Отказ от участия                                                   |
| НТР | Прибыл на соревнования, но на трассу не выезжал                    |
| НПР | Был заявлен в числе участников, но не прибыл к началу соревнований |
| О | Соревнования отменены                                              |
| | Не участвовал                                                      |
| Поул-позиция |                                                                    |
| Быстрый круг |                                                                    |

| Год  | Команда          | Шасси       | Двигатель     | Шины | 1      | 2   | 3   | 4   | 5   | 6   | 7   | 8   | 9   | 10  | DC | Points |
| ---- | ---------------- | ----------- | ------------- | ---- | ------ | --- | --- | --- | --- | --- | --- | --- | --- | --- | -- | ------ |
| 2003 | Brand Motorsport | Lola B02/50 | Zytek-Judd KV | A    | ИМО 14 | КАТ | А1Р | МОН | НЮР | МАН | СИЛ | ХОК | ХУН | МНЦ | NC | 0      |

### Результаты выступлений в Deutsche Tourenwagen Masters
| Легенда к таблице |                                                                    |
| --- | ------------------------------------------------------------------ |
| В таблице перечислены результаты всех гонок, в которых принимал участие гонщик. Строками таблицы являются сезоны, столбцами — этапы соревнований. В каждой клетке указаны сокращённое название этапа и результат, дополнительно обозначенный цветом. Расшифровка обозначений и цветов представлена в нижеследующей таблице. |                                                                    |
| \| Пример \| Описание \| \| ------------ \| ------------------------------------------------------------------ \| \| 1 \| Победитель \| \| 2 \| Второе место \| \| 3 \| Третье место \| \| 5 \| Финишировал, заработав очки \| \| Сход \| Не финишировал, но при этом заработал очки \| \| 12 \| Финишировал, не получив очков \| \| НКЛ \| Финишировал, но не попал в финальную классификацию \| \| 15 \| Участвовал вне зачёта, либо по отдельной классификации \| \| 18 \| Не финишировал, но попал в финальную классификацию \| \| Сход \| Не финишировал \| \| НКВ \| Не прошёл квалификацию \| \| НПКВ \| Не прошёл предквалификацию \| \| ДСК \| Дисквалифицирован \| \| ИСК \| Исключён из протокола соревнований \| \| ТТ \| Заявлен для участия только в тренировках \| \| НС \| Участвовал в квалификации, но не стартовал в гонке \| \| Т \| Травмирован или болен \| \| ОТК \| Отказ от участия \| \| НТР \| Прибыл на соревнования, но на трассу не выезжал \| \| НПР \| Был заявлен в числе участников, но не прибыл к началу соревнований \| \| О \| Соревнования отменены \| \| \| Не участвовал \| \| Поул-позиция \| \| \| Быстрый круг \| \| |                                                                    |
| Пример | Описание                                                           |
| 1 | Победитель                                                         |
| 2 | Второе место                                                       |
| 3 | Третье место                                                       |
| 5 | Финишировал, заработав очки                                        |
| Сход | Не финишировал, но при этом заработал очки                         |
| 12 | Финишировал, не получив очков                                      |
| НКЛ | Финишировал, но не попал в финальную классификацию                 |
| 15 | Участвовал вне зачёта, либо по отдельной классификации             |
| 18 | Не финишировал, но попал в финальную классификацию                 |
| Сход | Не финишировал                                                     |
| НКВ | Не прошёл квалификацию                                             |
| НПКВ | Не прошёл предквалификацию                                         |
| ДСК | Дисквалифицирован                                                  |
| ИСК | Исключён из протокола соревнований                                 |
| ТТ | Заявлен для участия только в тренировках                           |
| НС | Участвовал в квалификации, но не стартовал в гонке                 |
| Т | Травмирован или болен                                              |
| ОТК | Отказ от участия                                                   |
| НТР | Прибыл на соревнования, но на трассу не выезжал                    |
| НПР | Был заявлен в числе участников, но не прибыл к началу соревнований |
| О | Соревнования отменены                                              |
| | Не участвовал                                                      |
| Поул-позиция |                                                                    |
| Быстрый круг |                                                                    |

| Год  | Команда            | Автомобиль                  | 1           | 2         | 3         | 4       | 5        | 6        | 7         | 8         | 9           | 10        | 11      | Место | Очки |
| ---- | ------------------ | --------------------------- | ----------- | --------- | --------- | ------- | -------- | -------- | --------- | --------- | ----------- | --------- | ------- | ----- | ---- |
| 2003 | Team Rosberg       | AMG-Mercedes CLK-DTM        | ХОК1        | АДР       | НЮР1 Сход | ЛАУ 15  | НОР Сход | ДОН 9    | НЮР2 8    | А1Р 6     | ЗАН 12      | ХОК2 18   |         | 11    | 4    |
| 2004 | HWA Team           | AMG-Mercedes C-Klasse 2004  | ХОК1 1      | ЭШТ 13    | АДР 4     | ЛАУ ДСК | НОР 1    | ШНХ1     | НЮР 1     | ОШЕ 4     | ЗАН 4       | БРН 3     | ХОК2 3  | 2     | 57   |
| 2005 | HWA Team           | AMG-Mercedes C-Klasse 2005  | ХОК1 2      | ЛАУ1 1    | СПА 8     | БРН 4   | ОШЕ 1    | НОР 1    | НЮР 3     | ЗАН 1     | ЛАУ2 2      | ИСТ 1     | ХОК2 3  | 1     | 84   |
| 2007 | Persson Motorsport | AMG-Mercedes C-Klasse 2006  | ХОК1 8      | ОШЕ 1     | ЛАУ 8     | БРХ 10  | НОР 4    | МУД Сход | ЗАН 9     | НЮР 12    | КАТ 5       | ХОК2 Сход |         | 9     | 20.5 |
| 2008 | Persson Motorsport | AMG-Mercedes C-Klasse 2007  | ХОК1 7      | ОШЕ 11    | МУД 12    | ЛАУ 10  | НОР ДСК  | ЗАН 11   | НЮР 4     | БРХ 8     | КАТ 11      | БУГ 4     | ХОК2 11 | 9     | 13   |
| 2009 | HWA Team           | AMG-Mercedes C-Klasse 2009  | ХОК1 Сход   | ЛАУ 1     | НОР 5     | ЗАН 1   | ОШЕ 5    | НЮР 8    | БРХ 4     | КАТ 4     | ДИЖ 1       | ХОК2 1    |         | 2     | 59   |
| 2010 | HWA Team           | AMG-Mercedes C-Klasse 2009  | ХОК1 1      | ВАЛ 7     | ЛАУ 5     | НОР 6   | НЮР 3    | ЗАН 1    | БРХ 5     | ОШЕ 4     | ХОК2 4      | АДР 2     | ШАН 1   | 2     | 67   |
| 2011 | HWA Team           | AMG-Mercedes C-Klasse 2009  | ХОК1 6      | ЗАН 9     | ШПИ 8     | ЛАУ 4   | НОР Сход | НЮР 8    | БРХ 4     | ОШЕ 4     | ВАЛ 8       | ХОК2 5    |         | 7     | 25   |
| 2012 | HWA Team           | AMG-Mercedes C-Klasse Coupé | ХОК1 1      | ЛАУ 2     | БРХ 1     | ШПИ 3   | НОР 4    | НЮР 6    | ЗАН 7     | ОШЕ 2     | ВАЛ Сход    | ХОК2 2    |         | 2     | 145  |
| 2013 | HWA Team           | AMG-Mercedes C-Klasse Coupé | ХОК1 4      | БРХ 6     | ШПИ 9     | ЛАУ 1   | НОР 18   | МОС 5    | НЮР 17    | ОШЕ 6     | ЗАН 9       | ХОК2 9    |         | 6     | 69   |
| 2014 | HWA Team           | DTM AMG Mercedes C-Coupé    | ХОК1 12     | ОШЕ 8     | ХУН Сход  | НОР 12  | МОС 16   | ШПИ 17   | НЮР 16    | ЛАУ 13    | ЗАН 19      | ХОК2 10   |         | 22    | 5    |
| 2015 | ART Grand Prix     | DTM AMG Mercedes C-Coupé    | ХОК1-1 Сход | ЛАУ1 23   | НОР1 3    | ЗАН1 11 | ШПИ1 7   | МОС1 7   | ОШЕ1 Сход | НЮР1 4    | ХОК2-1 Сход |           |         | 9     | 89   |
| 2015 | ART Grand Prix     | DTM AMG Mercedes C-Coupé    | ХОК1-2 3    | ЛАУ2 Сход | НОР2 7    | ЗАН2 10 | ШПИ2 2   | МОС2 6   | ОШЕ2 13   | НЮР2 Сход | ХОК2-2 9    |           |         | 9     | 89   |

1 - Внезачётная гонка проходившая в 2004 на улицах китайского города Шанхай.